# Козловка (Гурьевский район)
Козловка — посёлок в Гурьевском городском округе Калининградской области. Входит в состав Луговского сельского поселения.

## Население
| 2002 | 2010 |
| ---- | ---- |
| 157  | ↘113 |

## История
В 1910 году в Шанвице проживало 94 человека.
В 1950 году Шанвиц был переименован в поселок Козлово, в 1997 году — в Козловку.